# Torre de l'Onclet
La Torre de l'Onclet és un edifici de Vilanova i la Geltrú (Garraf) protegit com a Bé Cultural d'Interès Local. Actualment  té un ús turístic.

## Descripció
Aquest edifici està format per dos cossos de planta rectangular compostos de planta baixa i una planta pis amb coberta a dues vessants. En un dels cossos el carener és paral·lel a la façana principal i a l'altre és perpendicular a aquesta. Cada cos té dues crugies amb escala lateral. Sobresurt una torre de planta circular i volum lleugerament troncocònic amb coberta plana, que era una torre de defensa.
Les parets de càrrega són de paredat comú i totxo. Els forjats són de bigues de fusta i revoltó i de bigues i llates de fusta i rajola. Les cobertes són de teula àrab.
Les façanes estan dominades compositivament per una galeria de 5 arcs de mig punt sobre pilars coronada amb una barana de terrat de balustres ceràmics. La torre que sobresurt del volum de l'edificació té una petita obertura amb llinda i està coronada amb una balustrada.

## Història
La masia pertanyia a l'antiga quadra de la Costa, esmentada al segle segle xiv. Al segle xvi, la possessió era coneguda per torre Galvany o torre d'en Montserrat i al segle xviii portava el nom de torre del Mestre. La finca pertanyia a la família Torrents 'Onclet', que tenen la seva casa pairal al barri del Palmerar. L'Onclet va ser un sacerdot de la família. La família Torrents va ser protagonista de la història política, religiosa i cultural de Vilanova i la Geltrú, com per exemple el pintor Martí Torrents i l'escultor Damià Torrents.